# Erik Falkenburg
Erik Falkenburg est un footballeur néerlandais, né le 5 mai 1988 à Leyde aux Pays-Bas. Il évolue actuellement en Eredivisie pour le ADO La Haye comme milieu offensif.